# Campionati europei di ciclismo su strada - Gara in linea femminile Elite

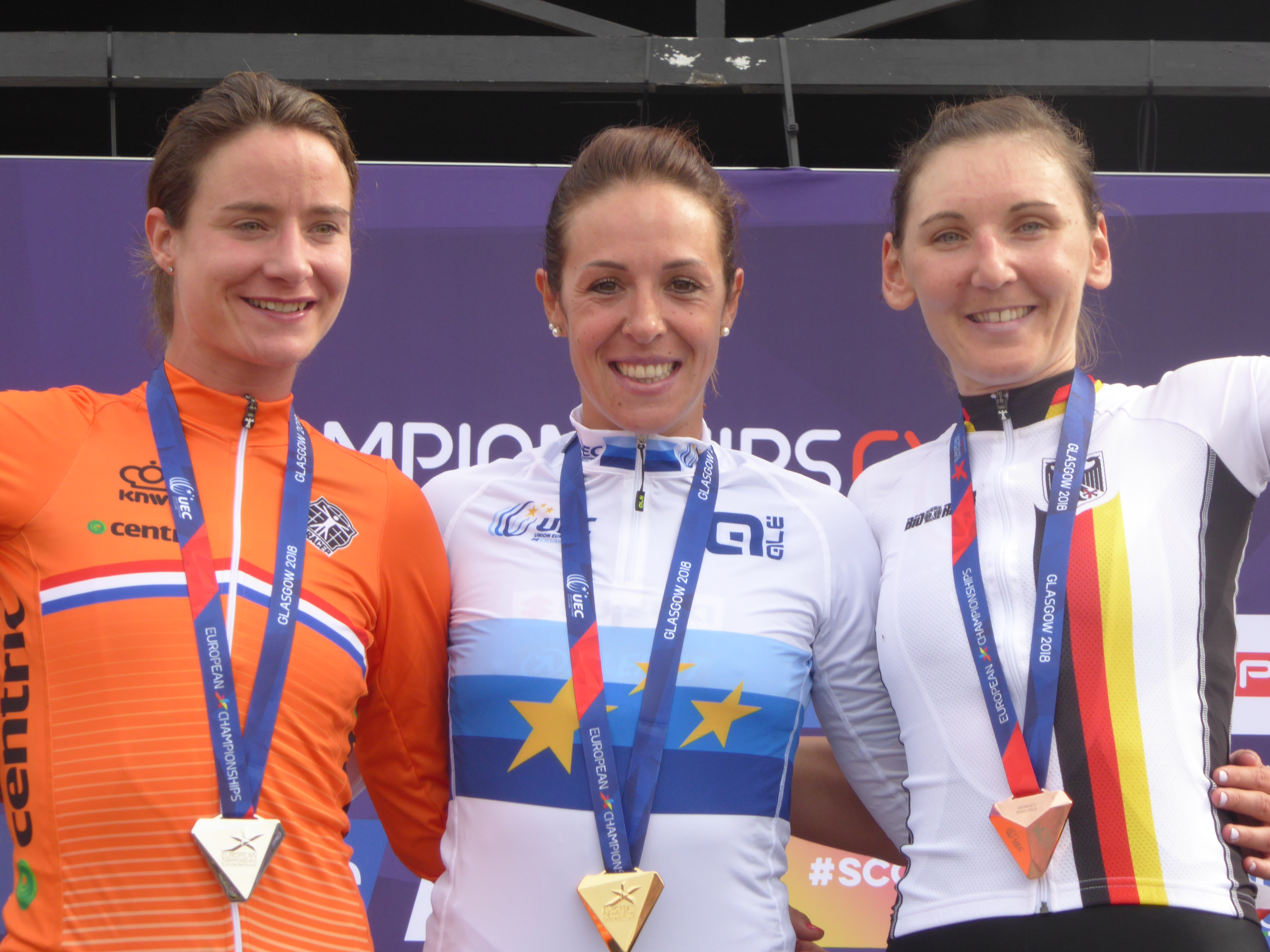
Il podio dell'edizione 2018 (da sinistra: Marianne Vos, Marta Bastianelli, Lisa Brennauer)

La gara in linea femminile Elite è una delle prove disputate durante i Campionati europei di ciclismo su strada. La prima edizione risale al 2016.

## Albo d'oro
Aggiornato all'edizione 2023.
| Anno | Vincitrice           | Seconda              | Terza                |
| ---- | -------------------- | -------------------- | -------------------- |
| 2016 | Anna van der Breggen | Katarzyna Niewiadoma | Elisa Longo Borghini |
| 2017 | Marianne Vos         | Giorgia Bronzini     | Ol'ga Zabelinskaja   |
| 2018 | Marta Bastianelli    | Marianne Vos         | Lisa Brennauer       |
| 2019 | Amy Pieters          | Elena Cecchini       | Lisa Klein           |
| 2020 | Annemiek van Vleuten | Elisa Longo Borghini | Katarzyna Niewiadoma |
| 2021 | Ellen van Dijk       | Liane Lippert        | Rasa Leleivytė       |
| 2022 | Lorena Wiebes        | Elisa Balsamo        | Rachele Barbieri     |
| 2023 | Mischa Bredewold     | Lorena Wiebes        | Lotte Kopecky        |
| 2024 | Lorena Wiebes        | Elisa Balsamo        | Daria Pikulik        |

## Medagliere
| Pos.   | Nazione     | Oro | Argento | Bronzo | Totale |
| ------ | ----------- | --- | ------- | ------ | ------ |
| 1      | Paesi Bassi | 8   | 2       | 0      | 10     |
| 2      | Italia      | 1   | 5       | 2      | 8      |
| 3      | Germania    | 0   | 1       | 2      | 3      |
| 3      | Polonia     | 0   | 1       | 2      | 3      |
| 5      | Russia      | 0   | 0       | 1      | 1      |
| 5      | Lituania    | 0   | 0       | 1      | 1      |
| 5      | Belgio      | 0   | 0       | 1      | 1      |
| Totale | Totale      | 9   | 9       | 9      | 27     |